# Discoglossus scovazzi
Discoglossus scovazzi Camerano, 1878 è un anfibio anuro appartenente alla famiglia degli Alitidi.

## Distribuzione e habitat
Questa specie si trova fino a 2600 m di altitudine nel nord del Marocco  e nei territori spagnoli di Ceuta e Melilla. Discoglossus scovazzi vive vicino a ruscelli, cisterne e piscine di acqua fresca o salina, spesso in foreste di Quercus e macchie di Nerium oleander, o vicino a rovine. È una specie relativamente comune in Marocco.

## Tassonomia
Da alcuni considerata come sottospecie del Discoglossus pictus è stata riclassificata specie a sé stante.